# Czesław Olech
Czesław Olech (Pińczów, 22 de maio de 1931 - 1 de julho de 2015) foi um matemático polonês.
Czesław Olech obteve o doutorado em 1958 na Academia de Ciências da Polônia, onde habilitou-se em 1962. Foi diretor do Centro Internacional Banach de Matemática (1972-1992) e foi presidente do conselho científico do Instituto de Matemática da Academia de Ciências da Polônia (1989-2007).
Olech é membro da Academia de Ciências da Polônia, da Pontifícia Academia das Ciências, da Academia de Ciências da Rússia, bem como da Sociedade Matemática Polonesa, da European Mathematical Society e da American Mathematical Society.
Suas principais áreas de trabalho são equações diferenciais ordinárias e controle ótimo.
Foi condecorado com a Medalha Stefan Banach de 1992.